# Грушанка мала
Грушанка мала (Pyrola minor L.) — вид трав'янистих рослин родини вересові (Ericaceae). Етимологія: лат. minor — «малий».

## Опис
Це багаторічні вічнозелені трав'янисті кореневищні рослина заввишки (0.6)1.2–2.1(3) дм. Стовбури голі. Листки в прикореневій розетці, зимівні; черешки 2–32 мм, голі; пластини тьмяні й світло-зелені на нижній поверхні, від тьмяних до блискучих темно-зелених на верхній поверхні, довгасто-еліптичні, яйцеподібні, оберненояйцевидні або округлі, (5)20–30(42) × (7)14–27 мм, субшкірясті, основи від округлих до серцеподібних, краї дрібнозазубрені, верхівки тупі або закруглені. Суцвіття прямостоячі, компактні, 5–10-квіткові, квіти киваючі. Квіти: віночки кулясті, практично закриті, 5 пелюсткові, біло-червоні, завдовжки 5–7 мм; тичинок 8 чи 10. Плоди 5-клапанні, киваючі капсули, розміром 3–4 × 4.5–5.4 мм. 2n = 46.
Квітує з червня по серпень.

## Поширення
Європа (Білорусь, Естонія, Латвія, Литва, Україна, Австрія, Бельгія, Чехія, Німеччина, Угорщина, Нідерланди, Польща, Швейцарія, Данія, Фінляндія, Ісландія, Норвегія, Швеція, Велика Британія, Албанія, Болгарія, колишня Югославія, Італія, Румунія , Франція, Іспанія); Азія (Азербайджан, Грузія, Росія, Китай, Японія, Корея); Північна Америка (Гренландія, Сен-П'єр і Мікелон, Канада, США). Населяє тундрові райони, пустки, хвойні ліси, бореальні ліси й лісисті місцевості.
В Україні зростає в хвойних, змішаних, почасти листяних лісах — у Карпатах (до 1200 м н.р.м.), Прикарпатті, Розточчі, Поліссі, Лісостепу, гірському Криму (пн. і пд. схили Головного пасма, Нікітської яйли), рідко.
Входить до Червоних списків рослин Вінницької, Полтавської, Тернопільської Харківської, Чернігівської областей.

## Галерея

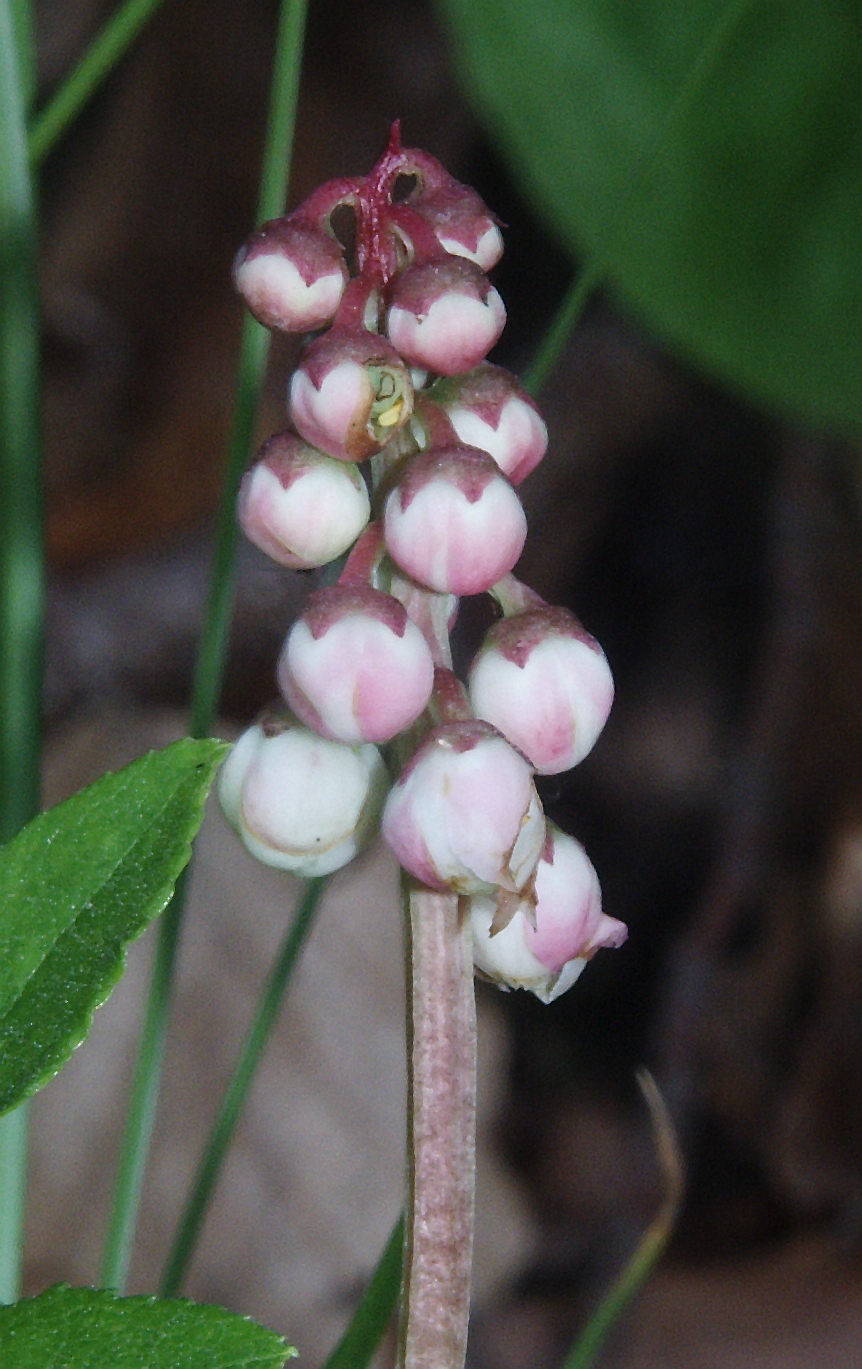
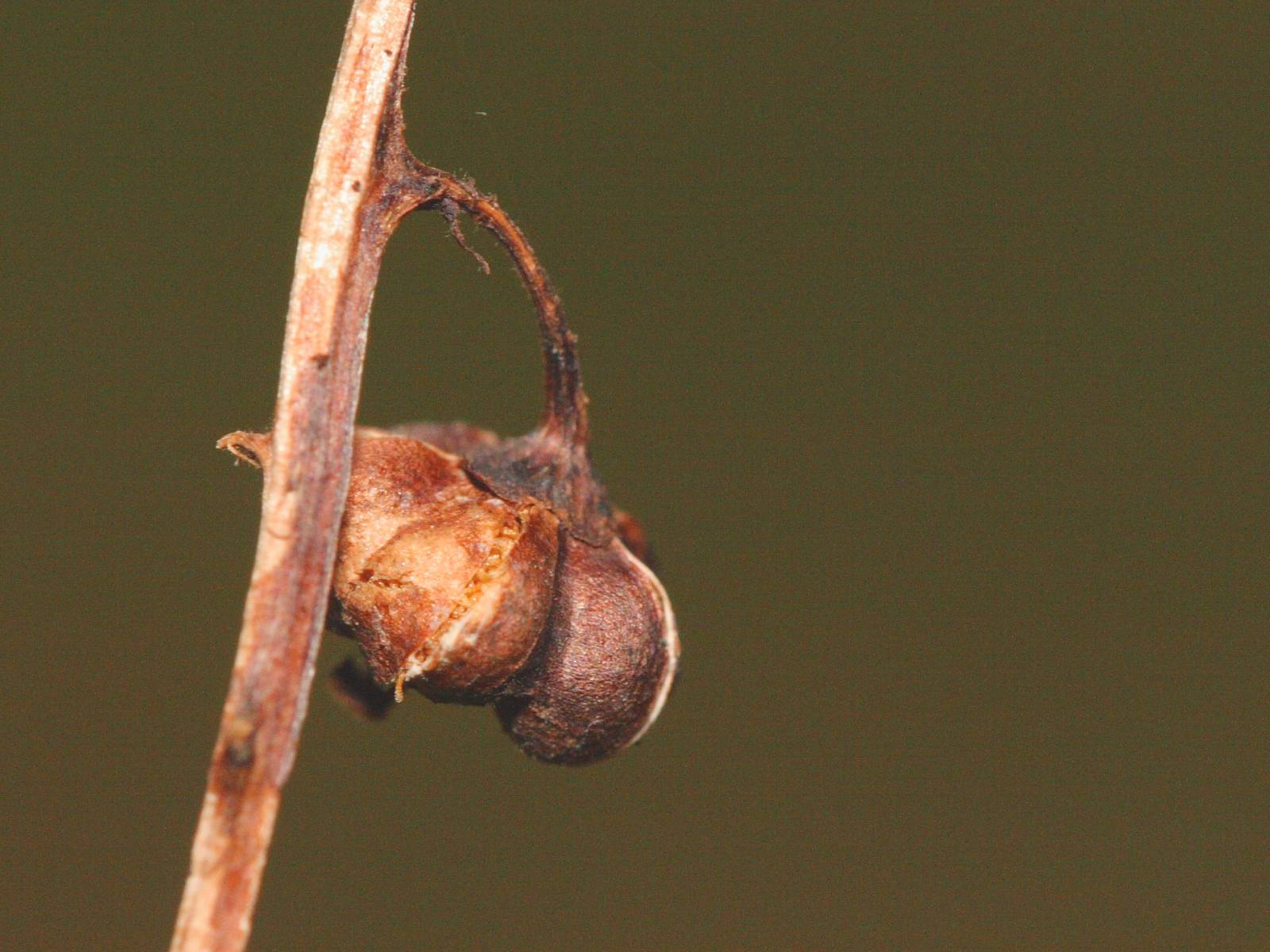
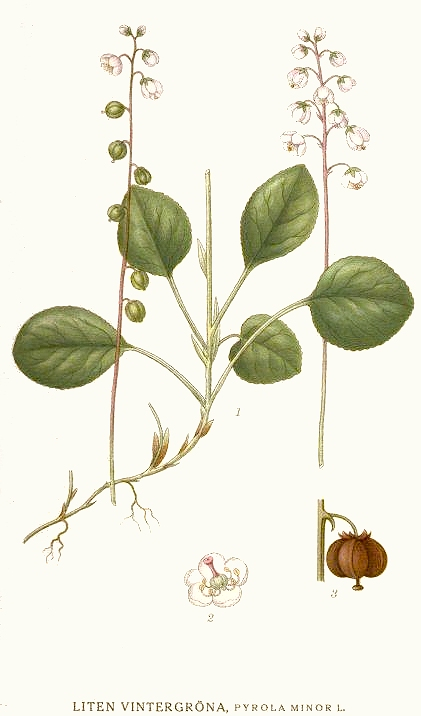